# Carl August Ferdinand Theodor Tischendorf

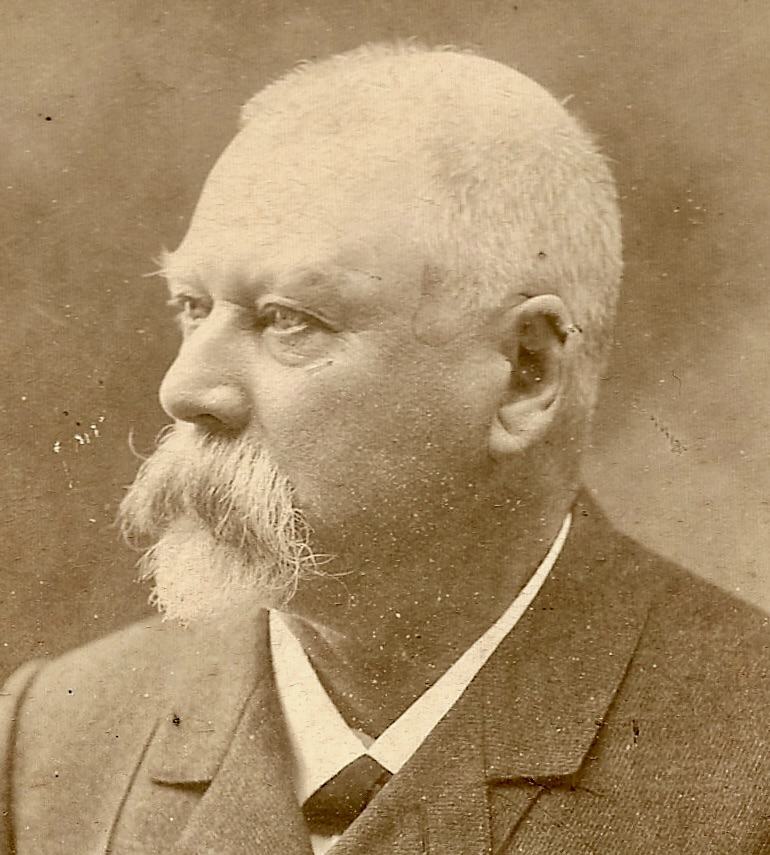
Carl August Ferdinand Theodor Tischendorf

Carl August Ferdinand Theodor Tischendorf (* 25. Juni 1839 in Oslo, Norwegen; † 11. Februar 1907 in Kilchberg ZH, Schweiz) war ein norwegisch-schweizerischer Eisenbahningenieur (Vermesser und Sektionschef).

## Leben und Werk
Carl August Ferdinand Theodor Tischendorf war der älteste von acht Söhnen des Artillerie-Hauptmanns Carl August Ferdinand Tischendorf (1814–1868) und der Sofie Caroline Hetting (1813–1900), Tochter des norwegischen Marinekommissars Gabriel Ulriksen Hetting und der Ferdinanda Augusta Hetting (geb. Charisius).
Carl wurde am 25. Juni 1839 in der Festung Akershus in Kristiania (heute Oslo) geboren, wo sein Vater als Artilleriekommandant diente. Er besuchte zunächst die Nissens Skole und beabsichtigte eine Offiziersausbildung, konnte aber wegen schwacher Augen nicht in die Kriegsschule aufgenommen werden. Daraufhin trat er 1856 als einfacher Arbeiter in die mechanische Werkstatt von Aker ein. Nach zwei Jahren trat er in Sylows polytechnische Schule ein, die 1858 gerade gegründet worden war. Als diese Schule zwei Jahre später geschlossen werden musste, ging er 1860 an die Technische Hochschule Hannover und von dort im Herbst 1861 nach Zürich, um sich bis 1863 am Eidgenössischen Polytechnikum (heute ETH) zum Ingenieur ausbilden zu lassen.
Bei diesem Aufenthalt lernte er die am 17. September 1843 in St. Gallen geborene Sophie Hoffmann, Tochter des Textilkaufmanns Julius Hoffmann (1814–1871) und Cousine des späteren Bundesrats Arthur Hoffmann (1857–1927), kennen.
Nach seiner Rückkehr nach Norwegen 1863 beteiligte er sich zunächst als Freiwilliger am Bau der Eisenbahn von Kongsvinger bis zur schwedischen Grenze und war ab 1864 bei Bopæl in Kristiania mit privaten Vermessungsarbeiten beschäftigt; hier gründete er zusammen mit S. Hougland eine Fachschule, die jedoch nach einem Jahr mangels Einschreibungen eingestellt wurde.
Im Jahr 1864 reiste er erneut nach Zürich, um am 31. März Sophie Hoffmann zu ehelichen und sie nach Norwegen zu führen.
1870 wurde er als Ingenieur bei den Oberhessischen Eisenbahnen (Zentralstelle in Frankfurt a. M.) angestellt.
Nach der Wiedereinreise in die Schweiz führte er 1871/1872 topografische Vorbereitungen für den Bau der Zürich-Lachen-Weesen-Bahn (linke Zürichseelinie) und Katastervermessungen für die sogenannte Tösstalbahn (Winterthur-Bauma-Wald) durch. In den Jahren 1872 bis 1880 war er Ingenieur für den Bau der Schweizerischen Nationalbahn (Ostlinie, Wohnorte Tägerwilen TG und Winterthur ZH) und 1880 bis 1905 als Sektionsingenieur bei der Schweizerischen Nordostbahn mit Wohnsitz in Winterthur und Zürich angestellt.
Nach seiner Pensionierung zog die Familie nach Kilchberg ZH, wo er am 8. Januar 1907 einem Schlaganfall erlag.
Schon in Norwegen und später in der Schweiz schrieb oder übersetzte er zahlreiche eisenbahntechnische, politische und kulturelle Artikel, z. B. in der Schweizerischen Bauzeitung, der Züricher Post und in der Neuen Zürcher Zeitung.

## Familie

### Herkunft und Vorfahren
Die Tischendorf hiessen ursprünglich Teschendorff und stammen aus dem mecklenburgischen Burg Stargard. Carls Urgrossvater Christian Gottfried Gottlieb Tischendorff (1755–1832) wurde in Berlin geboren und stieg dort zum Kammerdiener des Prinzen Friedrich Wilhelm Ludwig von Preussen (1794–1863) auf.
Christians Sohn Carl August Ferdinand (1778–1820) trat nach einer kurzen Karriere als preussischer Staatsbeamter in die dänische Armee ein und wurde als Infanteriehauptmann während des Dänisch-Schwedischen Krieges (1808–1809) in das norwegische Trondheim verlegt, wo er mit seiner norwegisch-deutschen Ehefrau Elisabet Dorothea Maria von Linstow (1791–1867), Tochter des aus Rendsburg stammenden Etatsråd Joachim Ulrich Christoph von Linstow (1750–1819) und Anna Dorothea von Linstow (geb. Collin, 1771–1857) am 26. April 1811 die norwegische Linie der Tischendorf(f) begründete.

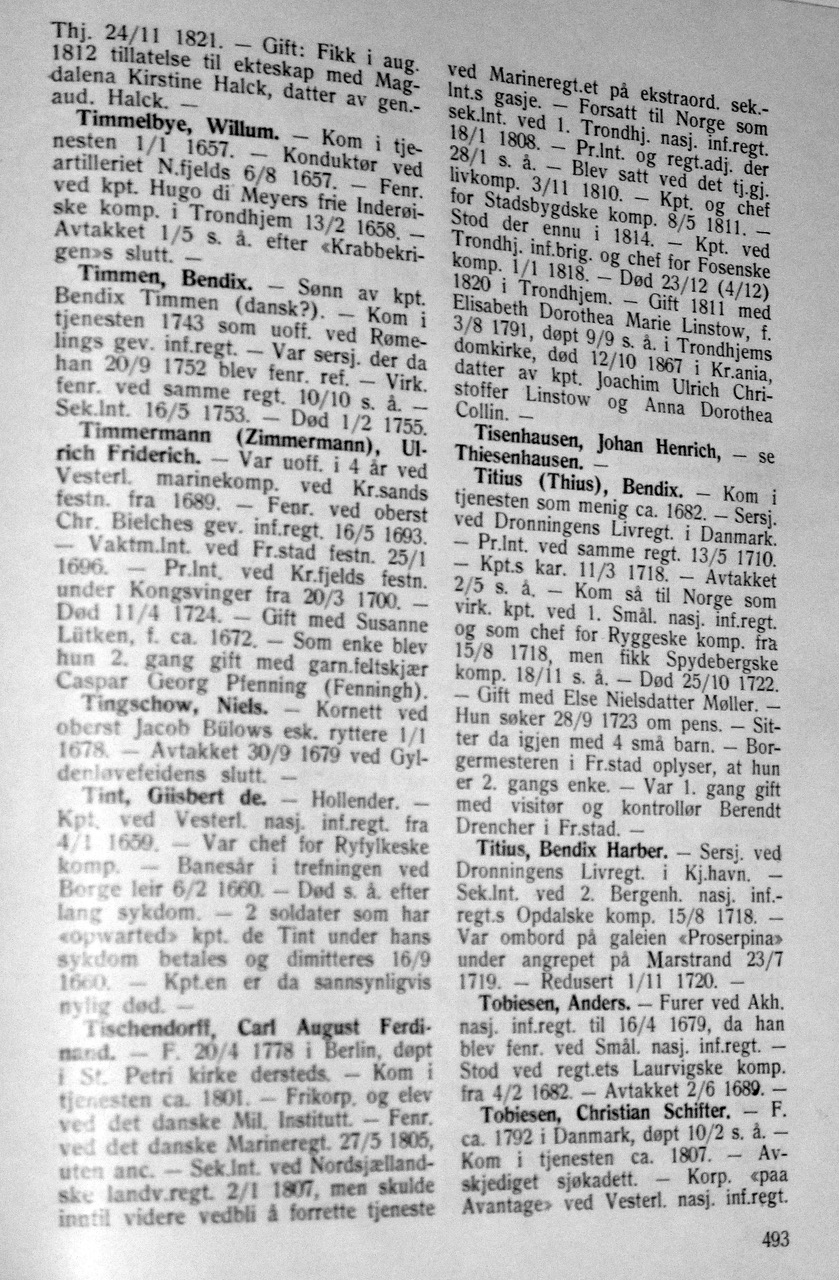

### Carls Ehen und Nachkommen
Mit Sophie Hoffmann hatte Carl fünf Töchter. Davon waren die drei älteren in Norwegen geboren, die beiden jüngeren in der Schweiz:
- Christiane Anker Leuzinger, Tulla (1865–1923), Ehe 1886 mit Ernst Fridolin Leuzinger (1861–1931), vier Kinder
- Sophie Karolina Müller (1866–1942), Ehe 1886 mit Oberrichter Emil Müller (1856–1921), drei Kinder[6]
- Auguste Ferdinanda Rosinski, Erzieherin, Retoucheuse (1868–1909), Ehe 1892 mit Otto Rosinski, Maler und Photograph (1862–1895), ein Sohn
- Astrid Johanna Felchlin, Kindergärtnerin (1870–1933), drei Ehen, sieben Kinder
- Ragna Brack (1874–1930), Ehe 1909 mit Karl Brack, Kaufmann, Liegenschaftenvermittler (1880–1932), drei Töchter

Nach dem frühen Tode Sophies am 5. Oktober 1887 (Darmtuberkulose) ehelichte er am 23. Juli 1888 in Winterthur Emma Müller (1859–1930), eine Tochter des Bezirksarztes Emil (Emilio) Müller (1822–1897) und der Pauline Griot (1830–1876), zugleich Schwester seines späteren Schwiegersohnes obigen Emil Müller. Emma gebar am 22. August 1889 in Zürich den lang ersehnten, einzigen Sohn Oernulf, Kaufmann, († 1963). Ehe 1915 mit Hulda Weber in Zürich (1892–1976). Zwei Kinder.
Am 26. November 1896 wurde Carls Familie, allerdings ohne die bereits volljährigen aber noch unverheirateten Töchter, in Henggart, Zürich eingebürgert.

## Schriften (Auswahl)
- Jens Andreas Friis: Laila – Schilderungen aus Lappland. Verlag Otto Wigand, Leipzig 1886 (Übersetzung von Ing. C. Tischendorf)
- Nutzbarmachung der Wasserkräfte des Binnensee’s Oejeren durch Zuleitung des Wassers nach Christiania von Ing. C.Tischendorf[8]
- Die Rutschung von Vaerdalen im nördlichen Norwegen von Ing. C.Tischendorf[9]
- Das Eisenbahn-Projekt Christiania-Bergen von Ing. C.Tischendorf[10]